# Skeleton op de Olympische Winterspelen 1948
Skeleton is een van de sporten die beoefend werden tijdens de Olympische Winterspelen 1948 in St. Moritz.

## Heren
| rang   | sporter(s)           | land | tijd   |
| ------ | -------------------- | ---- | ------ |
| Goud   | Nino Bibbia          | ITA  | 5:23.2 |
| Zilver | John Heaton          | USA  | 5:24.6 |
| Brons  | John Crammond        | GBR  | 5:25.1 |
| 4      | William Martin       | USA  | 5:28.0 |
| 5      | Gottfried Kägi       | SUI  | 5:29.9 |
| 6      | Richard Bott         | GBR  | 5:30.4 |
| 7      | J.S. Coats           | GBR  | 5:31.9 |
| 8      | Fairchilds MacCarthy | USA  | 5:35.5 |